# Vladimir Putin u popularnoj kulturi
Putin je osmislio veliki broj popularnih aforizama i slogana, poznatih kao putinizmi. Mnogi od njih su prvi nastali tokom godišnjih pitanja i odgovora na konferencijama, gde Putin odgovarao na pitanja novinara i drugih ljudi u studiu, kao i na pitanja Rusa iz cele zemlje, koji su ili zvali telefonom ili pričali iz drugih studia ili sa drugih mesta u Rusiji. Putin je poznat po svom često nemilosrdnom i oštrom jeziku. Primeri najpopularnijih putinizama uključuju:
- Uhvatiti u toaletu, udaviti u toaletu. Jedan od najranijih " Putinizama " je nastao u septembru 1999. godine, kada je obećao da će uništiti teroriste gde god da budu pronađeni, uključujući i toalete.[2] 2010. godine, Putin je obećao da će preostale teroriste iskopati sa dna kanalizacije.[3]
- Drug vuk – Vladimir Putinovu opasku, kojom opisuje polititiku Ujedinjenih Država mnogi ne-Rusi vide kao tajanstvenu (ruske komšije su sklone da veruju da je ovo primer psihološke projekcije Putina, koja pokazuje njegovo lično ponašanje).[4] Fraza potiče ustvari iz sledeće ruske šale:

Rabinovič je šetao kroz šumu sa ovcom kad oboje upadoše u jamu. Posle nekoliko minuta i vuk upade u jamu. Ovca je postala nervozna i počela da bleji. " Šta tu blejiš, baaa, baa? " - pitao Rabinovič. " Drug vuk zna koga da pojede."
- Potonula je – to je bio Putinov kratak odgovor na pitanje Larija Kinga postavljeno u septembru 2000. godine kada ga je pitao šta se desilo sa ruskom podmornicom K-141 Kursk. Mnogi su kritikovali Putina zbog cinizma koji se mogao primetiti u odgovoru.[2]
- Raditi kao rob na brodu - ovako je Putin opisao svoj posao Predsednika Rusije od 2000 do 2008. godine na konfrenciji Pitanja i odgovori u februaru 2008. godine.[1] Ne samo što je ova fraza sama po sebi postala popularna već je i pogrešno čuta fraza ( u ruskom jeziku zvuče vrlo slično: раб - rob, Крабе – kraba) dovela do pojave popularnog internet nadimka za Putina - kraba, dok je Dimitrij Medvedev ( iz nekog razloga ) slično nazvan Shmele odnosno Bumbar.[5]
- Uši mrtvog magarca - citat iz popularnog sovjetskog romana " Zlatno tele ", to je, po Putinovom mišljenju, ono što će Letonija ustvari dobiti od Rusije umesto zapadnog Pitalovski distrikta, na koji je Letonija polagala pravo u teritorijalnoj raspravi proizašle iz ponovnog određivanja sovjetske granice.[1] 27.marta 2007.godine Rusija i Letonija sa potpisale dogovor oko državnih granica u kojem se Letonija odrekla prava na teritoriju.[6]
- " U najmanju ruku državnik treba da ima glavu " – Bio je Putinov odgovor Hilari Klinton koja je izjavila da Putin nema dušu. On je takođe predložio sa se u izgradnji međunarodnih odnosa ne treba voditi emocijama već fundamentalnim interesima svojih zemalja.[2]
- Vrati mi hemijsku olovku – fraza koju je Putin rekao industrijskom oligarhu Olegu Deripaski, pošto ja nateran od strane Putina da potpiše ( koristeći Putinovu olovku ) sporazum o rešavanju socio - ekonomske krize u monogradu ( grad čijom ekonomijom dominira jedna industrija ili kompanija ) Pikalјеovo 4.juna 2009. godine, koja je eskalirala pošto različiti vlasnici fabrike aluminijum oksida i povezana preduzeća u gradu nisu ispaltili plate radnicima i nisu mogli da se dogovore pod kojim uslovima će lokalni industrijski kompleks nastaviti da radi. Putin je lično došao na mesto zbivanja i sproveo pregovore.[7]
- Deljenje praseta – 25.juna 2013. godine, Vladimir Putin je otkrio ( pokazao ) da je uzbunjivač Edvard Snouden zaista na Moskovskom aerodromu, završavajući time globalnu igru pogađanja u Sjedinjenim državama tome gde se begunac nalazi. Putin je oštro odgovorio na optužbe Sjedinjenih država da Rusija skriva begunce rekavši " Radije se ne bih bavio takvim pitanjim, jer je u svakom slučaju kao deljenje praseta, mnogo vriske ali malo vune."[8]
- Rusija nije takva država koja izručuje aktiviste za ljudska prava - ovaj komentar vezan za Snoudena tokom dela Pitanja i odgovori koji je dao televiziji CNBC na Internacionalnom ekonomskom forumu u Sant Peterburgu 23.maja 2014. godini bio je ispraćen olujom smeha i aplauza.[9][10] Kommersant (ruski časopis – Poslovni čovek, Biznismen)je opisao ovu reakciju na sledeći način: " Bura oduševljenja i aplauza je eruptirala, a kroz šalu se prolomio smeh i plač " i prokomentarisao " kako nisu svi shvatili pravo značenje ove izjave."[11]

### U popularnoj kulturi
Ruski film " Поцелуй не для прессы - Poljubac nije za medije - Kiss not for press " je premijerno izašao 2008. godine na DVD-u. Film se zasniva na biografiji Vladimira Putina i njegove supruge Ljudmile. Za Dobbija, kućnog vilenjaka iz " Harri Potter " filmskog serijala se smatra da liči na Putina, takođe i za Danijela Krejga koji je glumio Džejmsa Bonda (on je bio prvi plavi glumac koji je glumio u ulozi Dzejms Bonda).
Postoji veliki broj pesama o Putinu. Neki od popularnijih su:
- Такого как Путин / One Like Putin - " Zelim muskarca kao sto je Putin " od Singing together ( pevajući zajedno )
- Goroskop ( Horoskop ) / Путин, не ссы! od Uma2rman
- VVP - " VVP " od iranskog pevaca Tolibjon Kurbankhanov (Tolibdžon Kurbanhanov)
- Наш Дурдом голосует за Путина / Our Madhouse is Voting for Putin " Naša Luda kuca glasa za Putina " od Rabfak benda (Rabfak).
- Vladimir - pesma od poljskog pevaca Maciej Malenczuka ( Maleńczuk ). Malenczuka je rekao da je planirao da izbaci pesmu pred Soči Olimpijadu, ali je rusko pripajanje Krima u velikoj meri doprinelo promociji pesme.[16]

Putin je takođe predmet ruskih šala i castuski ( ruske folk pesme ) kao što su popularna "Pre Putina Nije bilo orgazma" koja se pojavljuje u komediji " The day of elections " (" Dan izbora "). Postoji mega-šala, budući da, je dolazak Putina na vlast, sve klasične viceve o pametnom, nepristojnom dečku zvanom Vovočka (Vovochka, smanjeno od Vladimira) prebacio u političke viceve.
Putin se pojavljuje u bojankama za decu Vova i Dima ( izbačene na njegov 59. rođendan ), u kojima se nalazi i Medvedev. Nacrtani kao dobri,poslušni dečaci, i u " Superputin " onlajn strip serije, gde su prikazani Putin i Medvedev prvo kao superheroji, a zatim kao trol i kao vilenjak u igrici “World of Warcraft”.
Putin je glumio Nice Petera u svojoj youtube seriji " Epic Rap Battles of History " u sezoni 2 u finalnoj epizodi " Raspućin vs Staljin " (emitovana 22. aprila, 2013. godine ).
U 2014. godini, Putin je zaradio popularni nadimak " kreten " ili " mala drolja " ( " hujlo " na ruskom i ukrajinskom jeziku) od strane hordi huligana jednog Ukrajinskog fudbalskog kluba dana 14. juna 2014.godine, Ukrajine vd ministra spoljnih poslova Andrej Deshchitsia naveo molitvu pred kamerama tokom anti-ruske skupine u Ambasadi Rusije u Kijevu.

### Pevanje i slikanje
Decembra 2010. godine na koncertu organizovanom za dečiju zajednicu u Sant Petersburgu, Putin je pevao
" Blueberry Hill " sa Maceo Parkensonovim dzez bendom i svirao je na klaviru rusku patriotsku pesmu " С чего начинается Родина - Onde gde počinje domovina " iz njegovog omiljenog filma " Stit i mac ". Nakon toga je odabrao delić pesme iz ruske pesme o kosmonautima " Trava doma ".
Koncertu su prisustvovale i Holivudske i Evropske zvezde Kevin Kosten, Šeron Ston, Alan Delon i Gerard Deperdieu. Putin je takođe pesmu " Onde gde počinje domovina " svirao u brojnim prilikama, kao i kad se susreo sa ruskim obaveštajcima deportoanuih iz Ujedinjenih Država, uključujući Anu Čapman ( А́нна Васи́льевна Ча́пман - Anna Chapman ). Drugu melodiju koju je Putin svirao na klaviru je himna Sant Petersburga, njegovog rodnog grada.
Putinova slika " Uzorak na mat prozoru ", koju je slikao tokom Božića sve do 26.decembra, prodala se na aukciji za društvenu zajednicu Sant Petersburga za 37 miliona rubalja. Slika je naslikana i od mnogih ruskih poznatih umetnika. Slikari su obavezni da ilustruju jedan od pisama ruske azbuke sa temom povezanom sa romanom Nikole Gogolja " Božićno jutro " ( 200 godina od rođenja Gogolja je proslavljeno 2008. godine). Putinova slika prikazuje " Uzorak na mat prozoru " sa zavesama sa tradicionalim Ukrajinskim ornamentima. Slika je nastala baš u vreme Rusko-Ukrajinskog spora oko gasa 2009. godine, gde su mnoge evropske zemlje ostale bez ruskog gasa usled januarskih mrazeva.

### Ronjenje
Putin je učestvovao u ronjenju na arheološkom gradilištu drevne grčke kolonije Phanagorija u Taman zalivu 11. Avgusta 2011. godine. Tokom ronjenja on je " otkrio " dve amfore i pojavio se iz mora uzvikujući televizijskim kamerama "Blago!" U Oktobru 2011. godine, govornik Dmitri Peskov je rekao medijima:" Putin nije pronašao amfore na morskom dnu, one tamo leže hiljadama godina. One su pronađene tokom jedne ekspedicije nekoliko dana ili nedelja ranije ".

### Vožnja trkačkog automobila
Putin je testirao automobil Formule 1 7. Novembra 2010. godine u Sankt Peterburgu, dostigavši maksimalnu brzinu od 240 kilometara na čas.

### Gašenje požara iz vazduha
U Avgustu 2010. godine, ruska televizija je emitovala video gde Putin u ulozi kopilota hidroaviona ( avion za gašenje vatre ) Beriev Be-200 ispuštao vodu. U to vreme se desio veliki broj požara u Rusiji.

### Spuštanje u duboku vodu
1. Avgusta 2009. godine Putin je sišao 1395 metara do dna Bajkalskog jezera, najdubljeg jezera na Svetu, u pratnji istraživača dubokih voda Anatolija Sagalevica (koji je bio u timu koji je stigao do dna Severnog pola na Arktiku). Sa dna Bajkalskog jezera Putin je pričao sa novinarima preko hidrofona.
Vožnja motorcikla-U Julu 2010. godine Putin se pojavio na bajkerskom festivalu u Sevastopolju vozeći Harli Dejvidson tricikl, visoki savet ruskih bajkera jednoglasno je izglasao njega sa nadimkom Abadon. Putinova udruženja sa motorciklistickom bandom ga je slučajno dovela na crnu listu zabranjenih ljudi u Finskoj.

### Borilačke veštine
Putin je demonstrirao njegove borilačke veštine na Institutu Kodokan ( dzudo institut ) u Tokiju 5-og septembra 2000-te pa je kasnije naknadno pokazao ostale borilačke sposobnosti. U avgustu 2009. godine Putin je ponovio iskustvo.

### Avanture u divljini
2008-me Putin je posetio nacionalni park Usuri, gde je uspavao sibirskog tigra sa pištoljem i onda je pomogao da mu se izvade zubi,a od njih naprave kapice. Tigar je ustvari bio iz knabarovskog zoološkog vrta, ali umro je ubrzo posle toga, sumnjalo se da su tigrovo ime iz knabarovskog zoološkog vrta pronašli radnici u kasnijoj 2009. godini u zelenogorsku, dok su negirali tvrdnje naučnika koji su organizovali safari. U aprilu 2010 godine, Putin je otputovao kod Franca Jozef Landa u Ruski Artik gde je uspavao polarnog medveda i prikačio satelitski tragač na njega. U avgustu 2010. godine je pogodio sivog kita samostrelom da bi pratili njegovo kretanje i to sa gumenog čamca u moru. Putin je takođe pokušao da pomogne ugroženim sibirskim kranovima vodeći ih kroz vazduh motorizovanom jedrilicom.

### Letenje u vojnim avionima
Putin je leteo u avionu Sukhoi Su-27 u Čečeniji 2000-te i Tu-160 nadzvučnom teškom bombarderu na aero-mitingu 16.avgusta 2005. godine u Mask Airshow-u.

### Slika u javnosti
Putin pokušava da stvori, otvorenu sliku sebe, kao sportskog tipa i velikog momčine u javnosti pokazujući svoje fizičke sposobnosti ili učestvujući u neobičnim ili opasnim delima, kao što su neki ekstremni sportovi ili interakcije sa divljim životinjama. Na primer, u 2007. godini, tabloid " Komsomolskaya Pravda " objavila je veliku fotografiju Putinovih golih grudi sa odmora u Sibiru pod planinom sa nazivom: " Budi kao Putin ". Ovakve fotografije su deo javnog pristupa koji prema Wiredu, " Namerno neguje mačo sliku superheroja ". Neke od aktivnosti su iskritikovane kao zablude ili nameštaljke.

### Brendovi
Putinovo ime i slika su se široko koristile u reklamama brendiranju proizvoda. Među takvim proizvodima su i " Putinova Vodka ", " Putinov brend konzerviranja hrane ", " Gorbuša " – Putinov kavijar i kolekcija majica sa njegovim likom. U oktobru 2016. Luksuzna kompanija, " Kaviar " proizvela je ograničenu seriju Iphone 7s napravljenu od Damask čelika koji se zvao " Supremo Putin Damascus ". Posedovao je plitko-zlatni reljef sa portretom Vladimira Putina.

## Procene
Putin je 2007. godine proglašen " Osobom godine " u " Tajm " magazinu. U aprilu 2008. godine je bio ubrojen u listu Tajmovih 100 najuticajnijih ličnosti u svetu.
4. Decembra 2007. godine na Harvard Univerzitetu, bivši Sovjetski lider Mihail Gorbačev pripisuje Putinu to da je " Izvukao Rusiju iz haosa " i rekao da je " Obezbedio sebi mesto u istoriji ", uprkos Gobarčevim tvrdnjama da su potisnuti mediji i da su pravila izbora u suprotnosti sa demokratskim idealima koje je on promovisao. U decembru 2011. godine, zbog protesta posle Ruskih izbora, Gobarčev je kritikovao Putina zbog odluke da traži treći mandat na predsedničkim izborima a onda su ga i posavetovali da napusti politiku.
Kritika Putina, bila je široko rasprostranjena naročito preko Runeta. Rečeno je da su ruske omladinke organizacije finansirale u potpunosti " Mrežu " pro-vladinih blogera.
U SAD Ambasadi kablova, objavio je WikiLiks krajem 2010. godine, Putin je nazvan " Alfa Psom " (Alpha dog) i bio je u poređenju sa Betmenom (dok su Medvedeva poredili sa Betmenovim kriminalnim partnerom Robinom). Američke diplomate, rekle su da je Putinova Rusija postala " Korumpirana, autokratske kleptokratije bile su usmerene na rukovodstvo Vladimira Putina, u kojoj " Zvaničnici oligarsi i organizovan kriminal bili su zajedno vezani za stvaranje " virtuelne mafijaške države. Putin ih je nazvao " Klevetnicima ".
Od strane zapadnih komentatora, i Ruske opozicije, Putin je opisivan kao Diktator. Putinov biograf Maša Gesen tvrdila je da je Putin " diktator " poredeći ga sa Aleksandrom Lukašenkom. Bivši Britanski Ministar Spoljnih poslova Dejvid Milibend, opisao je Putina kao " nemilosrdnog diktatora " čiji su " dani odbrojani ". Američki predsednički kandidat Mit Romni naziva Putina " Realnom pretnjom stabilnosti i mira u svetu ".
U jesen 2011. godine, anti-Putin organizacioni pokret u Rusiji postao je više vidljiv, sa uličnim protestima protv navodno falsfikovanih parlamentarnih izbora (u korist Putinove partije, Jedinstvena Rusija) iskrsavaju preko velikih ruskih gradova. Posle Putinovih ponovnih izbora u martu 2012. godine, pokret se borio da redefiniše svoj novi tok akcije. Početkom septembra 2014. godine Patrijarh Filaret, šef ukrajinske pravoslavne crkve Kiivan patrijaršije povezao je Putina sa biblijskom figurom Cain-om jer Filaret veruje da, iako Putin tvrdi da je njhov " brat " je bio odgovoran za " prolivanja na bratsku krv " Ukrajinaca tokom rata u Donbasu. Filaret veruje da je " Sotona ušla u njega, kao u Juda Iskariotskog ". Dalai Lama kritikovao je praksu Putinove spoljne politike, tvrdeći a je to odgovrno za izolaciju Rusije od ostatka sveta.
Projekat korupcije organizovanog kriminala i korupcije imenovao je Putina za ličnost 2014. godine, prepoznajući ga kao „osobu koja najviše čini da omogući i promoviše organizovanu kriminalnu aktivnost.
Putin uživa u visokom nivou podrške u Rusiji.
Prema Denisu Volkovu iz Moskve, Levada Centar ne ocrtava nikakve zaključke iz rezultata ruskih anketa ili upoređujući ih sa sa zapadnim anketama je besmisleno, jer nema prave političke konkurencije u Rusiji. Za razliku od demokratskih država, Ruskim glasačima nisu ponuđene nikakve " kredibilne alternative " i javno mnjenje se formira prvenstveno uz državno-kontrolisanu mediju, koja promoviše vladajuću stranku i diskredituje sve alternativne kandidate. Ova vrsta " demokratske iluzije "; izbor između " A " i " A " je deo " Ruske svesti " prema nacionalnom publicisti Aleksandru Prohanovu koji smatra da su izbori između " A i B " trebali da budu deo " liberalnog " načina razmišljanja.

## Rejting i ankete
Prema mišljenju javnog servisa koji je sprovela NGO Levada Centar, Putinov odobreni rejting bio je 81% u Junu 2007. godine, što ga čini vodećim liderom u svetu, pored bivšeg Britanskog Premijera Tonija Blera, koji je dobio 93% odobrenog rejtinga u Septembru 1997. godine. Putinova popularnost rasla je od 31% u Avgustu 1999. godine, nikad ispod 65% tokom svog prvog predsedništva. U Januaru. 2013. godine njegov odobreni rejting pada na 62%, njegova najniža tačka još od 2000. godine za samo dve godine. Posmatrači vide Putinov visoko-odobreni rejting kao slučajnost značajnih poboljšanja životnih standarda. Jedna analiza pripisuje Putinovu popularnost, delimično, televiziji koju kontroliše država.
Zajednička anketa " Svetskog javnog mnjenja " u SAD - Levada Centru i u Rusiji oko juna-jula 2006. godine tvrdili su da " Niti su Rusi niti su Amerikanci uvereni da se Rusija kreće u anti-demokratskom pravcu " i " Rusi uglavnom podržavaju koncentraciju Putinove političke moći i snažno podržavaju renacionalizaciju Ruske industrije nafte i gasa ". Rusi su uglavnom podržavali politički tok Putina i njegovog tima. 2005. godine je istraživanje pokazalo da su Rusi tri puta više osetili da je zemlja bila " više demokratska " nego što je bila tokom Jeljcinovih ili Gorbačovih godina, a ista proporcija je mislila da su ljudska prava bila bolja pod Putinovom vlašću nego pod Jeljcinovom.
Prema Pew anketi sprovedenoj od marta do maja 2015. godine, negativni stavovi Vladimira Putina držali su tri-četvrtine ili više zapadnih Evropljana, Severnih Amerikanaca i Australijanaca (81%), i većina na Bliskom Istoku, a najveće negativne reakcije pojavile su se u Španiji (92%), Poljskoj (87%), Francuskoj (87%), i Ukrajini (84%). Samo su tri zemlje pokazale preko 50% pozitivnih stavova prema Putinu: Rusija (88%), Vijetnam (70%), i Kina (54%).

## Spoljašnje veze
- Monograd
- Putinova ljubav na filmu - Politika ( 07.02.2008.godine )
- Rat u Čečeniji i Putin